# Sisakyan (cráter)
Sisakyan es un cráter de impacto perteneciente a la cara oculta de la Luna, más allá del borde noreste. Se encuentra al este de la enorme planicie amurallada de Harkhebi, al norte del cráter Sumner y de la cadena de cráteres denominada Catena Sumner.
|  |

Se trata de una formación fuertemente erosionada, con un borde exterior rugoso y un suelo interior desigual. Presenta cráteres más pequeños unidos al borde exterior en el noroeste, noreste, y sureste.

## Cráteres satélite
Por convención estos elementos son identificados en los mapas lunares poniendo la letra en el lado del punto medio del cráter que está más cercano a Sisakyan.
|          | \| Sisakyan \| Coordenadas \| Diámetro \| \| -------- \| ------------------------------ \| -------- \| \| C \| 42°06′N 110°54′E / 42.1, 110.9 \| 17 km \| \| D \| 42°00′N 111°00′E / 42.0, 111.0 \| 52 km \| \| E \| 41°24′N 110°42′E / 41.4, 110.7 \| 19 km \| |          |
| Sisakyan | Coordenadas | Diámetro |
| C        | 42°06′N 110°54′E / 42.1, 110.9 | 17 km    |
| D        | 42°00′N 111°00′E / 42.0, 111.0 | 52 km    |
| E        | 41°24′N 110°42′E / 41.4, 110.7 | 19 km    |